# Зелена Балка (Болградський район)
Зелена Ба́лка (до 14.11.1945 Демір-Хаджі) — село Павлівської сільської громади Болградського району Одеської області, Україна. Населення становить 105 осіб.

## Історія
12 червня 2020 року, відповідно до Розпорядження Кабінету Міністрів України від № 724-р «Про визначення адміністративних центрів та затвердження територій територіальних громад Одеської області», увійшло до складу Павлівської сільської територіальної громади.
19 липня 2020 року, в результаті адміністративно-територіальної реформи і ліквідації Арцизького району, село увійшло до складу новоутвореного Болградського району.19 липня 2020 року, в результаті адміністративно-територіальної реформи і ліквідації Арцизького району, село увійшло до складу новоутвореного Болградського району.

## Населення
Згідно з переписом 1989 року населення села становило 85 осіб, з яких 42 чоловіки та 43 жінки.
За переписом населення 2001 року в селі мешкало 105 осіб.

### Мова
Розподіл населення за рідною мовою за даними перепису 2001 року:
| Мова       | Відсоток |
| ---------- | -------- |
| українська | 54,29 %  |
| російська  | 39,05 %  |
| болгарська | 5,71 %   |
| молдовська | 0,95 %   |